# Thomas Savery
Thomas Savery   (Modbury, 1650 - Londres, maig 1715) va ser un inventor anglès. Va ser l'inventor de la màquina que porta el seu nom, patentada el 1698 i anomenada The Miners Friend ('L'amiga del miner'), que tenia com a objectiu extreure l'aigua de les mines.

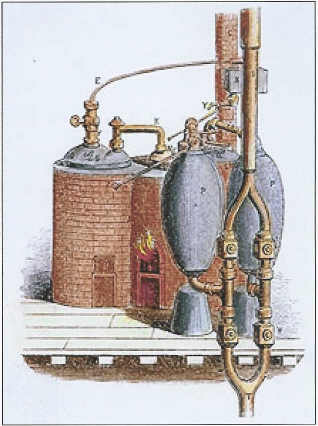
Màquina de Savery

La màquina de Savery utilitza una cambra que s'omple amb vapor d'aigua per a després produir el buit, refredant la cambra amb aigua freda. Aquest buit permet xuclar aigua d'un pou, que després és elevada per la mateixa força del vapor que torna a omplir la cambra.
La forma en què estava construïda no permetia un funcionament òptim, per la qual cosa el seu ús va ser molt limitat. Però, la seva patent, molt general i que bloquejava el desenvolupament de màquines de vapor semblants, va perjudicar la màquina de Newcomen.

## Biografia
Nascut a Shilston una província de Devon a Anglaterra, va ser un dels fills de Richard Savery i net de Christopher Savery de Totnes, va pertànyer a una respectada família anglesa i va rebre una educació completa.
Es va caracteritzar per la seva afició a les matemàtiques, a la mecànica i a la filosofia. La seva dedicació a l'estudi li va permetre graduar-se d'enginyer militar. Va treballar en les mines de Cornualles i va arribar al rang de capità el 1702.
Va passar la seva joventut a Exeter, una de les ciutats més antigues de Gran Bretanya. Allà va estar molt a prop d'un districte miner i es creu que és d'on va sorgir la idea de treballar en un aparell que facilités la feina dels que es dedicaven a l'extracció de minerals.
En les seves estones lliures va dur a terme experiments mecànics. Gràcies a això se li atribueixen diversos invents tot i que no totes les seves creacions van rebre comentaris positius.
Durant un temps també va treballar contractant subministraments mèdics en la Sick and Hurt Commissioners, una institució que s'encarregava dels serveis de salut de la Marina Real britànica i va tenir bones relacions amb la societat d'apotecaris.
Una de les facetes menys conegudes de Thomas Savedry era la d'escriptor. Va publicar Navigation Improved (1698) i L'amic del miner (1702); en totes dues obres explicava detalladament els seus invents. També es coneix d'ell una traducció del Tractat holandès sobre fortificacions (1704).
Savedry també tenia grans habilitats per al màrqueting, per això s'encarregava ell mateix de la comercialització i publicitat dels seus invents.
A més tenia un taller mecànic en el centre de Londres, la qual cosa li va permetre convertir-se en un personatge públic que va arribar a tenir trobades amb importants representants de l'aristocràcia i membres de la Royal Society.
L'any 1714 es va exercir com a topògraf d'obres hidràuliques del Palau de Hampton Court.

## Primers invents
Un dels seus primers invents va ser un rellotge, que a dia d'avui segueix pertanyent a la seva família i de fet, es considera un mecanisme enginyós.
En 1966 va obtenir dues patents, una d'elles era per una màquina per netejar, que estava fet de cristall i marbre i l'altre patent era per un mecanisme de rodes de pales impulsades per un cabrestant destinat al moviment de naus marines. Aquest últim va ser proposat a l'Almirallat britànic i al Wavy Board, tot i que no va despertar gens d'interès. De fet, l'agrimensor de la Marina el va acomiadar. Savery, tot i això, no es va desanimar i va instal·lar el seu aparell en una petita embarcació i va exhibir el seu funcionament en el riu Tàmesi, tot i que la Força Armada d'Anglaterra mai va introduir l'invent.
Una altra de les seves innovacions, però que tampoc va ser acceptada, va ser mecanisme que permetia mesurar la distància navegada pels vaixells. Sobre aquesta no va obtenir registre d'exclusivitat.

## Antecedents
A Anglaterra en aquella època, els pocs arbres que quedaven s'utilitzaven per a la construcció de vaixells i no es podien utilitzar indiscriminadament com a combustible.
Afortunadament Anglaterra, podia fer servir les seves reserves de carbó per aquesta finalitat, però a l'omplir-se les mines d'aigua i haver de treure l'aigua amb la mà o amb animals la feina es feia massa llarga. Guericke va demostrar que la pressió atmosfèrica feia meravelles si podia aconseguir el buit, però si es feia a mà, la feina continuaria sent molt lenta i llarga.

## La primera màquina de vapor
Després del debut de les rodes de paletes va inventar la màquina de vapor, una idea que havia estat concebuda per Edward Somerset, el marquès de Worcester i també per altres inventors anteriors. Es rumorejava que Savery primer va llegir un llibre de Somerset en el qual es descrivia la invenció i posteriorment, va intentar destruir totes les proves d'aquesta descripció, ja que preveia la seva pròpia invenció. Suposadament va comprar totes les còpies que va trobar i les va cremar.
Tot i que aquesta història, pot ser no del tot creïble, una comparació feta dels dibuixos dels dos motors, el de Savery i el de Somerset mostra un gran grau de semblança.
El 2 de juliol de 1698, Savery va patentar el disseny del seu primer motor. Es va presentar un model funcional a la Royal Society de Londres un any després de patentar-la.
La màquina que va patentar, més endavant es va nomenar "Miner's Friend" (amic dels miners) la qual bombardejava aigua subterrània utilitzant com a força motriu la doble pressió del vapor (produït per la calor) i del buit atmosfèric que es creava després de la condensació. La màquina constava d'un generador, d'una càmera intermèdia, un recipient superior i tres vàlvules. Feia servir carbó de combustible i aigua fred per la condensació.
És cert que la màquina de Savery no és el primer aparell de vapor del qual es té constància, ja que anteriorment van estar l'"Eolípila" d'Heró d'Alexandria (10-70 d. C.), els enginys miners de l'espanyol Jerónimo de Ayanz (1553-1613), la màquina hidràulica de l'anglès Edward Somerset (1601-1667) o els invents del francès Denis Papin (1647-1712) com el digestor (1679) i el cilindre (1690).
No obstant això, l'invent de Savery es pot considerar la primera màquina de vapor a funcionar de manera continuada. Com s'ha comentat, estava inspirada en els dissenys de Somerset i concebuda per al bombament d'aigua en les mines (igual que va fer Ayanz), Savery va presentar la seva novetat davant el rei Guillem III en el palau de Hampton Court (prop de Londres) poc després de patentar-la.
Va ser construït en el taller londinenc del seu creador, i tot i això, l'invent mai va arribar a servir en les mines angleses pels diversos motius. D'una banda, pels elevats costos i per altra banda, per ser molt perillós a causa de com de fràgil i com de poc hermètic eren la caldera i els conductes. Si, que és veritat que alguns exemplars es van utilitzar en altres destins com al proveïment d'aigua a habitatges, drenatge de terrenys o a l'assecat de gra, arribant en algun cas a funcionar durant divuit anys. El mateix Savery va desenvolupar la seva pròpia campanya publicitària editant llibres explicatius de la màquina o anunciant exhibicions de la mateixa en la premsa de l'època.

## Funcionament
La màquina funcionava de la següent manera: en primer lloc s'obria la vàlvula que connectava la caldera amb el dipòsit i aquest s'omplia de vapor d'aigua, de manera que sortia l’aire a l'exterior a través d'una vàlvula antiretorn.
Posteriorment es feia refredar el dipòsit fent regalimar des de fora de la mateixa aigua freda, i en refredar-se, el vapor es condensava, fent-se buit en el dipòsit.
Mitjançant una canonada amb una vàlvula antiretorn, el dipòsit estava connectat a l'aigua de l'interior de la mina, per la qual cosa en fer-se el buit, pujava l'aigua, omplint-lo a través d'una vàlvula antiretorn.
Per a buidar el dipòsit es tornava a obrir la vàlvula que el connectava amb la caldera, i el vapor a pressió feia sortir l'aigua per la mateixa vàlvula antiretorn per la qual havia sortit l'aire al principi.
Aquesta màquina suposa la primera utilització industrial del carbó per a fer treball mecànic. Successives millores d'aquesta màquina van donar lloc al desenvolupament de la màquina de James Watt.

## La patent
Inicialment, el monopoli legal de la patent cobria catorze anys, però en 1699 el Parlament d'Anglaterra va ampliar el temps a trenta-cinc anys a través de la "Fire Engine Act". En 1701, la protecció es feia extensiva a Escòcia, on l'arquitecte James Smith (1645-1731) era l'únic que podia fabricar legalment la nova màquina. En 1712, amb vista a millorar la seguretat de la seva màquina, Savery es va associar amb el ferreter Thomas Newcomen (1664-1729), qui va introduir en ella el cilindre de Papin, transformant-la així en una màquina atmosfèrica. En els seus últims anys, Savery va estar treballant en els serveis mèdics de la Marina.

## Després de la seva mort
Thomas Savedry va morir a la seva casa a Londres el 15 de maig de 1715.
Després de la seva defunció a Londres, els drets de la patent van passar a una empresa per accions denominada The Proprietors of the Invention for Raising Water by Fire, dedicada a vendre llicències (en realitat de la màquina de Newcomen) a altres fabricants (a un preu entre 200 i 420 lliures anuals) i es va desenvolupar la seva màquina de vapor. Va ser després de la seva defunció quan la seva invenció va tenir l'èxit que havia esperat.
Uns anys més tard l'inventor James Watt va realitzar una tercera modificació al seu aparell i va ser així com es va comercialitzar a gran escala.
Es van emetre llicències per a construir i operar màquines de vapor amb les millores realitzades per Thomas Newcom i James Watt per al seu correcte funcionament. Els ingressos econòmics van ser considerables.

## Problemes que es va trobar
La raó per la qual Thomas Savedry no va aconseguir l'èxit quan va inventar la màquina de vapor va ser que aquesta va fallar en les seves demostracions. La ventilació calenta que desprenia era deu vegades major que la de l'aire comú, ocasionant que les juntes de la màquina explotessin.
El seu equip a vapor també es va utilitzar en un intent de netejar l'aigua de la piscina BroadWaters en Wednesdaybury, però tampoc es van obtenir els resultats esperats atès que el motor va explotar.
Això mateix va ocórrer en algunes empreses de treball del carbó que es van aventurar a provar la nova invenció. El líquid acumulat per l'explotació minera era constant i l'equip de Savery no tenia suficient força per a aspirar l'aigua de les coves més profundes.
A més la seva invenció requeria calderes per a mantenir el bombament constant i aquest model no era factible en les mines amb difícil accés.
Escrits de l'època suggereixen que en principi Savedry va usar material inadequat per a posar en marxa el seu artefacte i això li va restar qualitat al seu producte. Tanmateix el mètode emprat va ser pràctic, la qual cosa es va descobrir anys després.

## Presentació del seu invent al món
A continuació, Savery es va dedicar a donar a conèixer al món el seu invent. Va començar una campanya publicitària sistemàtica i reeixida, sense perdre l'oportunitat de fer que els seus plans no sols es coneguessin sinó que s'entenguessin bé. Va obtenir permís per a presentar-se amb el seu model de camió de bombers i explicar el seu funcionament en una reunió de la Royal Society. L'acta d'aquesta reunió deia:
"El Sr. Savery va entretenir a la Societat mostrant el seu motor per a aixecar aigua per la força del foc. Se li va agrair per mostrar l'experiment, que va tenir èxit segons les expectatives i va ser aprovat".
Amb l'esperança de presentar el seu camió de bombers als districtes miners de Cornwall com un motor de bombament, Savery va escriure un prospecte per a circulació general.

## Implementació de SteamEngine
El prospecte de Savery es va imprimir a Londres en 1702. Aquest va procedir a distribuir-ho entre els propietaris i administradors de mines, els qui trobaven en aquest moment que el cabal d'aigua a unes certes profunditats era tan gran que impedia la seva operació. En molts casos, el cost del drenatge no va deixar un marge de guany satisfactori. Desafortunadament, encara que el camió de bombers de Savery va començar a utilitzar-se per a proveir d'aigua a pobles, latifundis, cases de camp i altres establiments privats, no es va generalitzar entre les mines. El risc d'explosió de les calderes o els receptors era massa gran.
Va haver-hi altres dificultats en l'aplicació del motor Savery a molts tipus de treball, però aquest va ser el més seriós. De fet, les explosions van ocórrer amb resultats fatals.
Quan s'usaven en mines, els motors es col·locaven necessàriament a 30 peus o menys del nivell més baix i podrien submergir-se potencialment si l'aigua s'elevés per sobre d'aquest nivell. En molts casos, això donaria lloc a la pèrdua del motor. La mina romandria "ofegada" tret que s'adquirís un altre motor per a extreure-la.
El consum de combustible amb aquests motors també va ser molt gran. El vapor no es va poder generar de manera econòmica pel fet que les calderes utilitzades eren de formes simples i presentaven molt poca superfície d'escalfament per a assegurar una transferència completa de calor dels gasos de combustió a l'aigua dins de la caldera. Aquest desaprofitament en la generació de vapor va ser seguit per desaprofitaments encara més seriosos en la seva aplicació. Sense expansió a l'expulsió d'aigua d'un recipient metàl·lic, els costats fred i humit absorbien la calor amb l'avidesa més gran. La gran massa del líquid no va ser escalfada pel vapor i va ser expulsada a la temperatura a la qual es va elevar des de baix.

## Millores en SteamEngine
Més tard, Savery va començar a treballar amb Thomas Newcomen en una màquina de vapor atmosfèrica. Newcomen va ser un ferrer anglès que va inventar aquesta millora sobre el disseny anterior de Savery.
La màquina de vapor Newcomen va utilitzar la força de la pressió atmosfèrica. El seu motor bombejava vapor a un cilindre. Després, el vapor es condensava amb aigua freda, la qual cosa va crear un buit a l'interior del cilindre. La pressió atmosfèrica resultant va fer funcionar un pistó, creant carreres descendents. A diferència del motor que Thomas Savery havia patentat en 1698, la intensitat de la pressió en el motor de Newcomen no estava limitada per la pressió del vapor. Juntament amb John Calley, Newcomen va construir el seu primer motor en 1712 sobre un pou d'extracció ple d'aigua i el va usar per a bombar aigua fora de la mina. El motor Newcomen va ser el predecessor del motor Watt i va ser una de les peces de tecnologia més interessants desenvolupades durant la dècada de 1700.